# Andrias scheuchzeri
Andrias scheuchzeri (лат.) — вымерший вид исполинских саламандр рода Andrias отряда хвостатых земноводных, известный только по окаменелым остаткам из олигоценовых и миоценовых отложений Германии.

## История открытия
В начале XVIII века останки были открыты швейцарским учёным Иоганном Якобом Шейхцером, который решил, что это кости человека, погибшего во время всемирного потопа. Само существо было названо учёным Homo diluvii testis (рус. Человек — свидетель потопа), и это название было вынесено в заголовок его трактата, опубликованного в 1726 году. Останки имели длину около 1 м, у них не хватало хвоста и задних ног, в итоге они были приняты за раздавленный скелет ребёнка.
В 1802 году скелет был куплен музеем Тейлерса в Харлеме, где он находится по настоящее время. Останки заинтересовали французского зоолога Жоржа Кювье, однако он не мог получить доступ к ним вплоть до оккупации Наполеоном Нидерландов. Наконец в 1812 году учёный исследовал окаменелый скелет и выяснил, что эти кости принадлежат не человеку, а гигантской саламандре. В 1831 году вымершее животное получило название Salamandra scheuchzeri (род Andrias был описан Иоганном Чуди только спустя шесть лет). Само название Andrias означает «образ человека».

## Отражения в культуре
- В 1936 году эта саламандра стала прототипом человекоподобных существ, действующих в романе-антиутопии Карела Чапека «Война с саламандрами». Писатель в своей книге использовал предположение, что некоторые подобные существа сохранились на островах Гилберта (Кирибати) в Тихом океане, где и были найдены, затем они научились человеческой речи, овладели навыками обращения с инструментами и оружием, а в итоге предприняли попытку захватить всю Землю.
- Изображение скелета является символом Государственного музея естествознания в Карлсруэ.